# Творожные клёцки
Творожные клёцки (то́пфенкнёдель, нем. Topfenknödel) — сладкое блюдо австрийской кухни. Считается, что блюдо было заимствовано из чешской кухни. Похожее блюдо венгерской кухни — турогомбоц.
Тесто для творожных клёцек замешивают на взбитом с яйцами сливочном масле, сметане, твороге, муке и мелкой крошке чёрствой белой булки. Клёцки отваривают в подсоленной воде, обваливают в поджаренной панировочной муке и посыпают сахаром. Творожные клёцки обычно сервируют с пфлауменрёстером — спелой синей сливой, припущенной с сахаром и лимонной цедрой.